# Giacomo Cesaroni
Giacomo Cesaroni (Sutri, 19 ottobre 1921 – Seconda battaglia di El Alamein, 29 ottobre 1942) è stato un militare italiano, decorato di medaglia d'oro al valor militare alla memoria nel corso della seconda guerra mondiale.

## Biografia
Nacque a Sutri, provincia di Viterbo, nel 1921, figlio di Vincenzo e Maria Faraoni. Lavorò in una impresa edile fino a quando, nel 1942, non fu arruolato nel Regio Esercito, assegnato all'arma di fanteria, in forza all'11º Reggimento fanteria "Casale" di stanza a Forlì. Trasferito al 187º Reggimento della 185ª Divisione paracadutisti "Folgore" partì con esso per l'Africa Settentrionale Italiana nel luglio dello stesso anno. Ferito in combattimento il 29 ottobre 1942, durante il corso della seconda battaglia di El Alamein, decedeva poco dopo presso l'Ospedaletto da campo n 241. Per onorarne il coraggio gli fu assegnata la Medaglia d'oro al valor militare alla memoria.
Una via di Nepi porta il suo nome.

### Fonti
1. 1 2  Gruppo Medaglie d'Oro al Valor Militare 1965, p. 107.
2. ↑   L'Italia in Africa, su google.it. URL consultato il 22 aprile 2021.
3. 1 2 3 4  Combattenti Liberazione.
4. ↑   CESARONI Giacomo, Medaglia d'oro al valor militare, su quirinale.it.
5. ↑  Registrato alla Corte dei conti lì 14 marzo 1953, Esercito registro 10, foglio 232.